# Ekaterina Nikolaïevna Maximova
Pour les articles homonymes, voir Maksimov.
Ekaterina Nikolaïevna Maximova (en russe : Екатерина Николаевна Максимова), née à Kazan dans l'Empire russe le 10 décembre 1891 (22 décembre dans le calendrier grégorien), morte à Kratovo dans le raïon de Ramenskoïe, en URSS, le 17 mars 1932, est une architecte russe et soviétique.

## Biographie
Le père d'Ekaterina Maximova est le conseiller d'état Nikolaï Maximov, sa mère Maria Antonovna. Elle est baptisée le 5 janvier 1892 dans l'église Borissoglebski de Kazan.
Elle est diplômée de l'école des beaux-arts de Kazan. En 1910, elle est diplômée du gymnase féminin d'Orenbourg et entre ensuite à la faculté d'architecture dans la section créée en 1905 des cours polytechniques de Saint-Pétersbourg pour femmes (ru),. Sa thèse portait sur les "Sanatoriums russes" et elle a obtenu le diplôme d'honneur pour celle-ci.

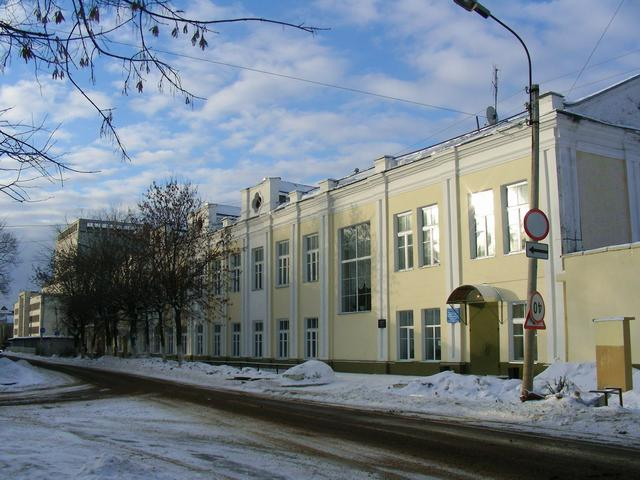
Fabrique-cuisine d'Ivanovo

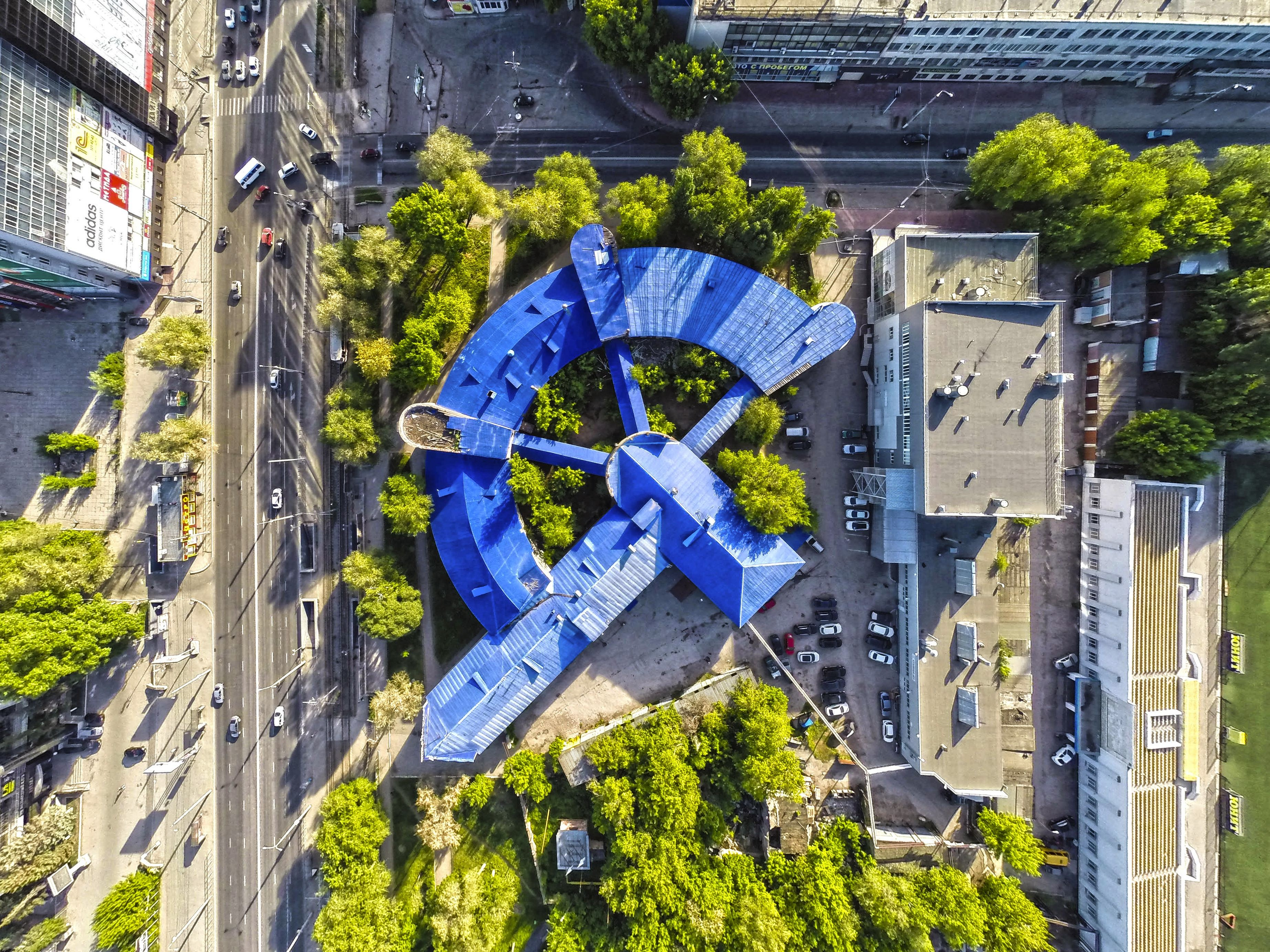
Fabrique-cuisine de Samara

En 1914, elle participe à la conception de la maison Zemski à Kiev en Ukraine. De 1915 à 1918, elle travaille comme assistante à Saint-Pétersbourg auprès de différents architectes. En 1923, elle s'installe à Moscou. Elle participe aux travaux de conception de la Gare de Kazan de Moscou. Elle travaille ensuite au "Narpit" et conçoit la Fabrique-cuisine de Samara pour l'usine d'armement et de technique civile Maslennikova de Samara. De même, elle conçoit les fabriques-cuisines d'Ekaterinbourg, de Magnitogorsk, d'Ivanovo.
En mars 1932, Ekaterina Maximova, en rentrant chez elle dans le village de Kratovo (en), est décédée dans des circonstances inconnues, écrasées par un train. Elle a été inhumée au cimetière Vagankovo.
Le frère aîné de Ekaterina Maximova, Vladimir Maximov (ru), était également architecte. Il a terminé ses études à l'école supérieure de l'Académie russe des Beaux-Arts, et a collaboré avec l'architecte Alexeï Chtchoussev.